# Søren Rasmussen (atlet)
 Der er flere personer med dette navn, se Søren Rasmussen.
Søren Rasmussen (født 16. april 1966 i Viborg) er en dansk eliteløber og coach, samt forhenværende sportsdirektør og bankmand. Han er medlem af Viborg Atletik og Motion.

## Sport

### Cykling
I starten af 1980'erne og fem-seks år frem kørte Søren Rasmussen som A-rytter i Danmark, som medlem af den lokale cykelklub i Viborg. Her vandt han flere A- og B-løb. 
I slutningen af november 2012 vendte Rasmussen tilbage til cykelsporten, da han blev præsenteret som ny ledende sportsdirektør for cykelholdet Christina Watches-Onfone. Han forlod dog allerede stillingen i starten af marts 2013, da han ønskede at holdet tog afstand fra cykelrytter Michael Rasmussens dopingfortid, hvilket holdejer Christina Hembo og resten af ledelsen ikke ville efterkomme.

### Løb
Efter tiden som aktiv cykelrytter, begyndte Søren Rasmussen af koncentrere sig om mellem- og langdistanceløb. I 1997 vandt han Copenhagen Marathon i tiden 2.21,28, hvilket var fire sekunder hurtigere end nordmanden Tor Erik Nyquist og Stanislaw Cembrynski fra Polen på tredjepladsen, som var yderlige otte sekunder efter. Løbet talte også som det danske mesterskab i maraton, og Rasmussen kunne derfor også hyldes som danmarksmester, foran Brian Lauridsen fra Sparta Atletik og Stig Bæk fra Viking Rønne. Søren Rasmussen vandt i Aarhus i 2000 bronze ved DM i halvmaraton.
I perioden fra 1. juli 1998 til 5. marts 2001 havde han orlov fra sit arbejde, og var maratonløber på fuldtid.
I 1989 vandt Søren Rasmussen Søndersøløbet i Viborg for første gang. Derefter har han vundet løbet seks gange, hvoraf seneste sejr kom i 2001. Ved sejren i 1995 slog han løbsrekorden i tiden 17:31 min. Denne rekord blev slået i 1997 med tiden 17:28.
Rasmussen kunne i 2001 føje dansk veteranmester til cv'et, da han i klassen for de 35-39 årige vandt i 10.000-meter-løb med tiden 30,15 min.
Han har igennem årene vundet mange mellem- og langdistanceløb, ligesom han ofte løber maraton. I juni 2014 vandt han Ultraløbet Gendarmstien foran 250 konkurrenter.

#### Personlige rekorder
| Disciplin        | Tid           | År   |
| ---------------- | ------------- | ---- |
| 800-meter-løb    | 2.01,8 min.   | 1989 |
| 1000-meter-løb   | 2.37,7 min.   | 1988 |
| 1500-meter-løb   | 4.07,7 min.   | 1988 |
| 3000-meter-løb   | 8.26,31 min.  | 1996 |
| 5000-meter-løb   | 14.43,3 min.  | 1997 |
| 10.000-meter-løb | 29.48,25 min. | 2001 |
| 10 km landevej   | 30.15 min.    | 2001 |
| 15 km landevej   | 45.50 min.    | 2001 |
| Halvmaraton      | 1:06.25 time  | 2000 |
| 30 km landevej   | 1:37.47 min.  | 2000 |
| Maratonløb       | 2:18.32 time  | 2000 |

## Civil karriere
Rasmussen dimitterede som handelsstudent fra Viborg Handelsskole. I august 1986 blev han ansat som fuldmægtig i Danske Banks afdeling i Viborg. Den stilling bestred han indtil juli 1998, hvor han satsede som fuldtidsløber, og tog orlov fra jobbet i banken. I marts 2001 vendte Søren Rasmussen igen tilbage til finanssektoren, hvor han blev ansat som markedschef i Sparekassen i Skals. Her var han indtil 2010, hvor han blev filialchef for AktivSparekassens afdeling i Viborg.
I efteråret 2012 kom han i kontakt med cykelholdet Christina Watches-Onfone, og var fra november 2012 til marts 2013 ledende sportsdirektør for holdet. Søren Rasmussen har siden fungeret som fuldtids løbecoach og træner.
Han har en bachelor i jura fra Aarhus Universitet, hvor han blandt andet fulgte og bestod faget Dansk og International Sportsret.